# Canllapampa
Canllapampa (auch: Calla Pampa) ist eine Ortschaft im Departamento La Paz im südamerikanischen Andenstaat Bolivien.

## Lage im Nahraum
Canllapampa liegt in der Provinz Eliodoro Camacho und ist zentraler Ort im Cantón Canllapampa im Municipio Mocomoco. Die Ortschaft liegt auf einer Höhe von 3876 m im Tal des Río Suches, der 22 Kilometer südwestlich bei Challapata Grande in den Titicacasee mündet. Die Ortschaft Canllapampa bildet zusammen mit der Ortschaft Vincalla (ebenfalls 118 Einw.) den Subkanton Canllapampa. 

## Geographie
Canllapampa liegt auf dem bolivianischen Altiplano am Westrand der Cordillera Real.
Die mittlere Durchschnittstemperatur der Region liegt bei knapp 9 °C, der Jahresniederschlag beträgt etwa 850 mm (siehe Klimadiagramm Puerto Acosta). Die Region weist ein ausgeprägtes Tageszeitenklima auf, die Monatsdurchschnittstemperaturen schwanken nur unwesentlich zwischen knapp 6 °C im Juli und gut 10 °C von November bis Januar. Die Monatsniederschläge liegen zwischen unter 15 mm in von Juni bis August und einer Feuchtezeit von Dezember bis März mit Werten zwischen 120 und 170 mm.

## Verkehrsnetz
Canllapampa liegt in einer Entfernung von 184 Straßenkilometern nordwestlich von La Paz, der Hauptstadt des gleichnamigen Departamentos.
Von La Paz führt die asphaltierte Nationalstraße Ruta 2 in nördlicher Richtung 70 Kilometer bis Huarina, von dort weitere 97 Kilometer die Ruta 16 über Achacachi, Ancoraimes und Puerto Carabuco nach Escoma. Nach Nordwesten hin führt eine Nebenstrecke zur Landstadt Puerto Acosta, und von Escoma aus nach Norden führt die Ruta 16 weiter in das neun Kilometer entfernte Tajani. Von hier aus folgt man dem Río Suches drei Kilometer aufwärts bis Cajcachi und noch einmal drei Kilometer flussaufwärts, die Straße biegt dann nach Nordwesten vom Flusslauf ab und erreicht nach einem weiteren Kilometer Canllapampa.

## Bevölkerung
Die Einwohnerzahl der Ortschaft ist in dem Jahrzehnt zwischen den beiden letzten Volkszählungen fast unverändert geblieben:
| Jahr | Einwohner         | Quelle       |
| ---- | ----------------- | ------------ |
| 1992 | keine Detaildaten | Volkszählung |
| 2001 | 112               | Volkszählung |
| 2012 | 118               | Volkszählung |
| 2024 |                   | Volkszählung |

Die Bevölkerung der Region gehört vor allem dem indigenen Volk der Aymara an.